# Seán Hoare
Seán Hoare est un joueur de football irlandais né le 15 mars 1994 à Dublin. Il joue au poste de défenseur pour le club de St. Patrick's Athletic.

## Palmarès
- Avec St. Patrick's Athletic
  - Champion d'Irlande 2013
  - Vainqueur de la Coupe de la Ligue en 2015, 2016
  - Vainqueur de la Coupe du Président en 2014
  - Vainqueur de la Coupe d'Irlande en 2014
- Avec Dundalk FC
  - Champion d'Irlande 2018 et 2019
  - Vainqueur de la Coupe d'Irlande en 2018
  - Vainqueur de la Coupe de la Ligue en 2017, 2019
  - Vainqueur de la Coupe du Président en 2019
- Avec les Shamrock Rovers
  - Champion d'Irlande 2021, 2022 et 2023